# Качающийся грохот
Кача́ющийся гро́хот (вибросито, вибрационный сепаратор, грохот, англ. “gyratory sifter”, “vibrating separator” , “vibrating screen”) — просеивающий аппарат закрытого типа, применяемый в различных отраслях промышленности (пищевой, фармацевтической, горной, химической и пр.). 
Термин «качающийся грохот» применяется к установкам с определённым видом качающегося движения корпуса, которое как правило, происходит в горизонтальной плоскости.
Качающийся грохот применяется в закрытых непрерывных процессах, где важны минимизация выделения пыли и точное фракционирование сырья с большой производительностью. При помощи одного качающегося грохота можно одновременно разделить материал до 5 фракций с требуемой производительностью. 
Как правило, качающийся грохот оснащается сменными секциями с ситами или просто сменными ситами для изменения фракционного разделения (обычно в машинах с прямоугольными качающимися грохотами).
Главной причиной популярности оборудования такого типа остаётся их долговечность, технологичность конструкции и простота в эксплуатации

## Основные функции качающегося грохота
- Просеивание сухого сыпучего материала через ситовую поверхность (отсев крупных фракций из материала).
- Сепарация сухого сыпучего материала на несколько фракций (калибровка материала на требуемые фракции).

## Виды качающихся грохотов
- Круглые (производительность 100—15000 кг/ч).
- Прямоугольные (производительность 15000—100000 кг/ч).

Этап разделения вещества на фракции всегда зависит от специфики производства, поэтому качающийся грохот устанавливается в разных точках производственной линии. В некоторых случаях, сепарация необходима на начальном этапе для исключения посторонних крупных включений, а иногда на финальных этапах для получения продукта с определённым размером частиц.

## Основные компоненты прямоугольного качающегося грохота[2]
- Основание — силовая сварная рама.
- Корпус — сварной металлический короб в который устанавливаются сита
- Подвесы — подвесные кронштейны на которых крепится корпус
- Сита — металлическое тканое полотно, является основным элементом просеивающей машины.
- Двигатель — электрический двигатель для создания вращательного движения.
- Эксцентриковый вал — основной источник качающегося движения всего грохота, приводится в движение через ременную передачу от двигателя.

## Принцип работы качающегося грохота
Материал движущийся по трубопроводу или шнеку поступает на вход грохота, далее, попадая в распределительный короб, поток в зависимости от конструкции сит может быть разделён на несколько равных частей. Некоторые конфигурации грохотов предполагают параллельную сепарацию материала в одном корпусе, что делается для увеличения производительности. Каждый из разделённых потоков проходит сквозь необходимое количество сит, и, по окончании процесса, соответствующие потоки объединяются.
Принцип работы грохота основан на использовании энергии вибрации и собственной силы тяжести частиц материала. Сита в грохоте установлены под углом 2—5 градусов к горизонту. Попадая на сито, сырьё начинает двигаться по наклонной поверхности сита. Частицы, имеющие размер меньше чем ячейка сита, просеиваются на следующее сито, расположенное ниже. Частицы, не прошедшие через ячейки сита, движутся к выходным патрубкам. Каждая фракция выходит из соответствующего патрубка и далее через гибкие соединители движется по трубопроводам для дальнейшей переработки.

## Сито для грохота
Сита для качающихся грохотов могут быть двух конфигураций, каркасные и натяжные. Каркасные представляют из себя металлическую сетку, натянутую на круглую или прямоугольную обечайку. Натяжные сита состоят из металлической прямоугольной сетки с двумя жёсткими профилями по длинным сторонам, служащими для натяжения.